# 흰강낭콩
흰강낭콩(navy bean, haricot, pearl haricot bean, Boston bean, white pea bean, pea bean)은 아메리카에서 자생하고 경작되는 파세올루스 불가리스의 일종이다.
흰색의 건조한 콩으로, 다른 수많은 유형의 흰콩들보다 크기가 더 작으며 모양은 타원형에다 조금 평평한 편이다. 다양한 요리의 주 재료인데, 이를테면 베이크트 빈즈, 시네이트 빈 수프와 같은 다양한 수프, 파이가 포함된다.

## 경작 품종
경작 품종은 다음과 같다:
- 'Rainy River',[9]
- 'Robust': 씨를 통해 전이되는[9] BCMV(bean common mosaic virus)에 저항성이 있음[10]
- Michelite: 'Robust'에서 파생되었으나 생산량이 더 높고 씨 품질이 더 좋다[9]
- Sanilac: 최초의 경작종[9]